# Sara Lobo Brites

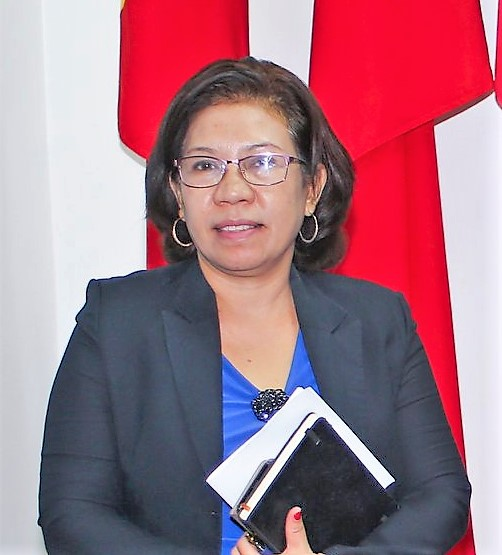
Sara Lobo Brites (2019)

Sara Lobo Brites (* 9. September 1967 in Ermera, Portugiesisch-Timor) ist eine Politikerin aus Osttimor und Mitglied der Partei Congresso Nacional da Reconstrução Timorense (CNRT).

## Werdegang
Brites hat einen Abschluss in Management von der Universidade Nasionál Timór Lorosa'e (UNTL). 1992 begann sie ihr Berufsleben im Finanzamt als Finanzbeamtin. In dieser Anstellung blieb sie bis 1999. Von 2000 bis Juli 2003 war sie Executive Secretary des Project Director of Community Empowerment and Local Governance Project. Danach wechselte sie zum Finanzministerium als Technische Assistentin der Haushaltsverwaltung im Direktorat des Staatshaushalts. 2008 wurde Brites zur amtsführenden stellvertretenden Direktorin der Abteilung Haushaltsverwaltung befördert und schließlich zur Direktorin für den Staatshaushalts.
Am 7. November 2012 wurde Brites für fünf Jahre zu einer der zwei Vize-Gouverneure der Zentralbank von Osttimor (portugiesisch Banco Central de Timor-Leste BCTL) und am 13. Oktober 2017 von Staatspräsident Francisco Guterres zur Vizeministerin für Planung und Finanzen der VII. Regierung Osttimors ernannt.  Die Vereidigung erfolgte am 17. Oktober. Trotz des Machtwechsels nach den vorgezogenen Neuwahlen 2018 blieb Brites auch in der VIII. Regierung Vizeministerin für Finanzen. Am 22. Juni wurde sie erneut vereidigt. Da Aufgrund der Blockade des Staatspräsidenten Francisco Guterres kein Finanzminister ernannt werden konnte, übernahm Brites die Leitung des Finanzministeriums. Als am 25. Mai 2020 die Regierungsmitglieder des CNRT der Aufforderung ihrer Partei nachkamen und aus dem Kabinett austraten, blieb Brites mit dem Hinweis, dass ihre Rolle hier rein technisch und operativ sei.
Am 22. März 2022 tauschte Premierminister Taur Matan Ruak Brites gegen António Freitas als neuen Vizefinanzminister aus.